# Tachikawa Athletic FC
Il Tachikawa Athletic FC (立川アスレティックFC?) è una squadra giapponese di calcio a 5 con sede a Tachikawa.

## Storia
La società è stata fondata a Fuchū nel 2000 come "Fuchū Athletic FC" ma è entrata a far parte della F. League solamente nel 2009. A causa dei sempre più elevati requisiti imposti dalla F. League agli impianti di gioco, a partire dalla stagione 2018-19 la società ha avviato il progressivo trasferimento delle attività nella vicina Tachikawa, dotata di un palazzetto dello sport più moderno di quello di Fuchū. Di conseguenza, la denominazione sociale è cambiata dapprima in "Tachikawa Fuchū Athletic FC" e quindi, nella stagione 2022-23, in "Tachikawa Athletic FC".

## Colori e simbolo

### Colori
Le divise del Fuchū Athletic erano caratterizzate da una predominanza di marrone. Con il trasferimento a Tachikawa, la squadra ha adottato delle divise blu.

## Stadio
Il Fuchū Athletic giocava le partite casalinghe al Fuchū Sports Center. Con il trasferimento a Tachikawa, la società si è insediata nell'Arena Tachikawa Tachihi.

## Palmarès

### Competizioni nazionali
- Ocean Arena Cup: 1

2014-2015

### Altri piazzamenti
- F. League: 2012-2013

3º posto